# Ginés Rocamora y Torrano

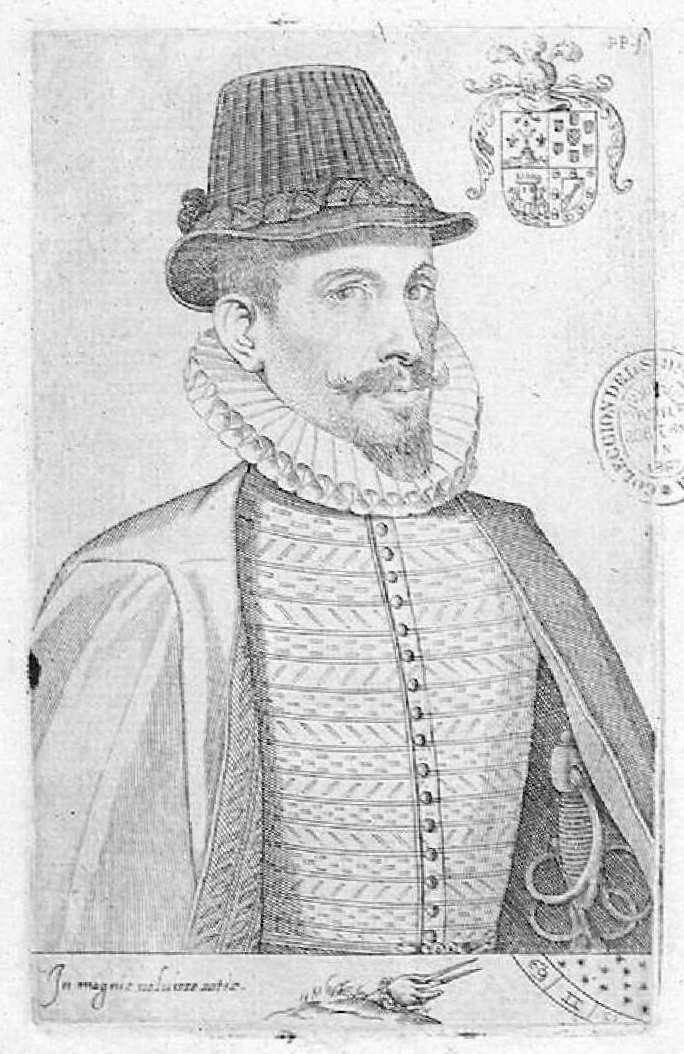
Retrato de Ginés Rocamora grabado al buril por Pedro Perret para su Sphera del Universo, Madrid, por Juan de Herrera, 1599. Biblioteca Nacional de España.

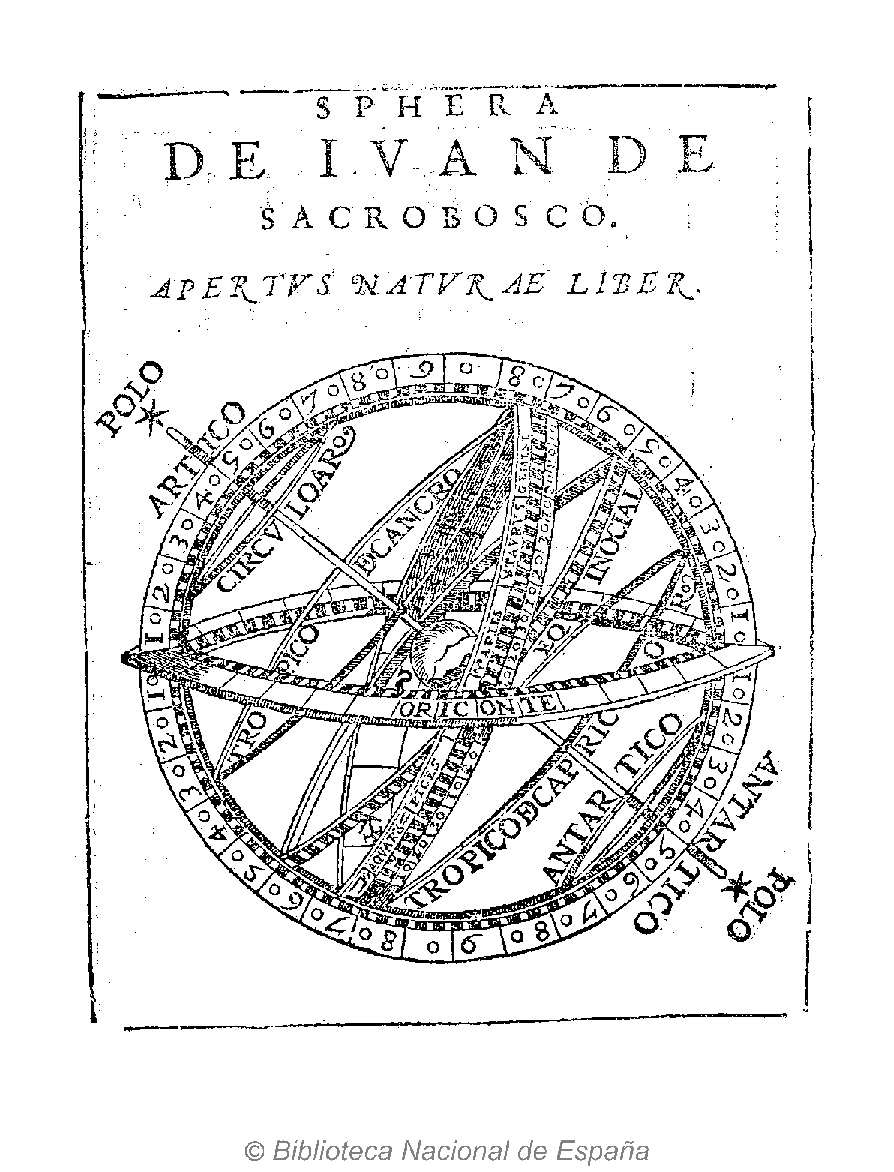
Sphera del universo, de Johannes de Sacrobosco, traducida por Ginés de Rocamora en 1599.

Ginés Rocamora y Torrano (Murcia, ?-Madrid, 1612) fue regidor de Murcia, procurador en Cortes en representación de la ciudad y de su reino y astrónomo aficionado, autor de una Sphera del Universo editada en Madrid en 1599 junto con una traducción hecha por él mismo de la Sphera de Juan de Sacrobosco.
Según explicaba en el prólogo de su obra, obligado a pasar en Madrid los seis años anteriores a la publicación del libro, ocupado en sus funciones de procurador en Cortes, había decidido llenar los ratos de ocio con el estudio de la cosmografía y algo de filosofía, estudios que a instancias de «otros caballeros y personas estudiosas» convertiría en una serie de lecciones impartidas en su propia casa durante el año 1596, base de la obra definitiva. El libro salió con la aprobación de Julián Ferrofino, catedrático de matemáticas del rey Felipe II, y con un soneto en alabanza de su autor de Lope de Vega, y comenzaba con un elogio del valor de las matemáticas, por, entre otras cosas, su utilidad en la guerra y la navegación, pues es por faltar pilotos españoles entendidos en matemáticas por lo que «se encomiendan las armadas, las vidas, la honra, y la de la mayor monarquía del mundo, a oficiales extrangeros, de que se podrían seguir muy grandes inconvenientes». Con el mismo fin práctico justificaba la necesidad del estudio de la astronomía e incluía tablas de longitudes y latitudes, útiles para la navegación que tan importante era en la España del siglo XVI.
Corregidor de Chinchilla-Villena en octubre de 1601 (con título de capitán de caballos y capitán de infantería de galeras), en 1602 fue hecho caballero de la Orden de Santiago. Murió en Madrid el 14 de agosto de 1612.